# James Gordon Lindsay
"Gordon Lindsay" leder hit. Ej att förväxla med Adam Lindsay Gordon.
James Gordon Lindsay (1906–1973) var en amerikansk väckelsepredikant, författare och grundare av Christ for the Nations Institute.

## Biografi
Lindsay föddes i Zion, Illinois, en kristen stad. Hans föräldrar hade tagit intryck av John Alexander Dowie, grundaren av helanderörelsen i USA. Efter att familjen flyttat till Portland, Oregon, påverkades pojken av John G. Lake och Charles Fox Parham. Vid 18 års ålder påbörjade Lindsay sin tjänst som resandepredikant och arrangerade möten i Assemblies of God och andra pingstförsamlingar. I början av 1940-talet blev han pastor i Oregon.
Efter att ha träffat William Branham 1947 sade han upp sig och blev dennes medarbetare och startade 1948 tidningen the Voice of Healing, 1968 benämnd Christ for the Nations, där även andra predikanter fick en plattform och mediabevakning, såsom Jack Coe, Asa A. Allen och Oral Roberts. Jack Coe var medredaktör till 1950 då han startade sin egen tidning.
Lindsay har skrivit ca 250 böcker och andra skrifter.